# جو ماهوني
جو ماهوني (بالإنجليزية: Joe Mahoney)‏ هو لاعب كرة قاعدة أمريكي، ولد في 1 فبراير 1987 في ألباني في الولايات المتحدة.

## وصلات خارجية
- جو ماهوني على موقعبيزبول رفرنس.كوم (الدوري الرئيسي) (الإنجليزية)
- جو ماهوني على موقعبيزبول رفرنس.كوم (الدوري الثانوي) (الإنجليزية)